# Cherbourg-Nationalpark
Der Cherbourg-Nationalpark (englisch Cherbourg National Park) ist ein 10 Quadratkilometer großer Nationalpark in Queensland, Australien. Benannt ist er nach dem nahegelegenen Ort Cherbourg.

## Lage
Er liegt in der Region Wide Bay-Burnett im Hinterland der Sunshine Coast etwa 155 km nordwestlich von Brisbane und 150 km südwestlich von Hervey Bay. Die nächstgelegene Stadt ist Gympie. Von hier erreicht man den Park über den Wide Bay und den Burnett Highway. 25 Kilometer südlich von Goomeri passiert man auf der Höhe des Stausees Lake Barambah den Nationalpark in zwei Kilometern Abstand. Es gibt weder Zufahrtsstraßen noch Besuchereinrichtungen.
In der Nachbarschaft liegen die Nationalparks Woroon,  Nangur, Tarong und Wrattens.

## Flora
Der Nationalpark schützt bis zu 430 Meter hoch gelegenen, halbimmergrüner Regenwald und offenen Eukalyptuswald, darunter "Small-fruited Grey Gums" (Eucalyptus propinqua), "Rusty Gums" (Angophora leiocarpa), "Narrow-leaved Red Ironbark" (Eucalyptus crebra) und "Gum-topped Box" (Eucalyptus moluccana).